# La Forge (Von Menzel)
Pour les articles homonymes, voir La Forge.
La Forge (plus tard nommée : Cyclopes modernes) est une peinture réaliste du peintre allemand Adolph von Menzel qu'il réalise dans les années 1872 à 1875. C'est l'une de ses œuvres majeures de la période où le peintre s'intéresse principalement aux thèmes contemporains et à la question sociale résultant du progrès technique incontrôlé de la révolution industrielle. Le tableau, une peinture à l'huile sur toile, a fait sensation ; elle fait maintenant partie de la collection de l'Alte Nationalgalerie à Berlin.

## Description
Le tableau, qui mesure 158 × 254 cm, est réalisé à l'huile sur toile et porte la signature « Adolph Menzel. Berlin 1875 » en bas à gauche.
Il est acheté en 1875 par le commanditaire, le banquier Adolph von Liebermann, pour 11 000 thalers, mais en novembre, après la faillite de Liebermann, il rejoint la Alte Nationalgalerie de Berlin, sous la direction de Max Jordan, pour 30 000 thalers qui, en raison du prix élevé demande au ministère prussien de la Culture de l'acheter, louant le tableau dans sa lettre comme une « œuvre poignante de l’héroïsme du devoir », un nouveau type de « peinture d'histoire ayant un effet moral » et « une glorification du travail brutal de la vie culturelle moderne ».
L'œuvre montre le bâtiment de l'usine de l'Oberschlesische Königshütte, une forge pour voies ferrées située en Haute Silésie, propriété privée en 1871 de Carl Justus Heckmann après plusieurs fusions, et qui emploie à l'époque environ 3 000 ouvriers. Dans le bâtiment enfumé de l'usine, on peut voir plus de 40 ouvriers après le changement d'équipe. Certains des ouvriers du four, pieds nus dans des sabots et sans gants de protection, transportent la limace chauffée à blanc avec des pinces et la basculent d’un chariot en fer dans les cylindres profilés.
Sur le bord droit du tableau se trouve une grue manuelle avec transmission à engrenages et palan à chaîne. Dans la marge inférieure droite, des ouvriers épuisés, assis à côté d'une presse, prennent une pause déjeuner en mangeant un repas apporté dans un panier par une jeune femme. Les gens se concentrent principalement sur leurs propres activités, seule la jeune femme à côté des travailleurs se restaurant semble regarder directement le spectateur. À gauche, des hommes se lavent torse nu à la fin de leur quart de travail,.
Dans la moitié supérieure gauche du tableau, un homme avec un manteau et un chapeau melon se promène dans cette salle, apparemment non concerné, et dirige son regard vers la partie supérieure d'un puddlage au-dessus de la roue d'inertie qui est la source d'alimentation de la presse. Menzel lui-même le qualifie de « chef d'orchestre ». L'historien de l'art Werner Busch écrit à ce sujet : 

« Mais le point de fuite lui-même est noté très spécifiquement dans La Forge, il se trouve dans la tête du chef d'orchestre. Pour autant qu'il puisse voir en arrière-plan, non seulement les lignes de raccourcissement courent vers lui, mais il diffère de tous les autres membres du personnel à deux égards. Il n'est pas habillé en tenue de travail, mais en tenue de ville bourgeoise avec un « chapeau melon » sur la tête, ses mains de non-travailleur jointes derrière le dos, déambulant dans le hall tandis que les ouvriers s'activent dans tous les sens. »

## Histoire et contexte
Menzel se retrouve partagé dans les années 1870 entre ses intentions artistiques personnelles et son engagement face aux exigences de la société de l'époque, à savoir la poursuite de sa célèbre série de tableaux sur Frédéric le Grand, qu'il a interrompue. Il est déjà célèbre et on attend de lui un certain style de peinture, même s'il ne dépend plus désormais économiquement des commandes. C'est la volonté personnelle de Menzel de représenter les travailleurs, et avec La Forge, il crée une œuvre qui fait sensation dans sa présentation à une époque où la croyance sans restriction dans le progrès technique est déjà remise en question. La révolution industrielle décomplexée après la proclamation de l'Empire allemand en 1871, après un premier essor économique après  la victoire lors de la guerre franco-allemande de 1870, dévoile rapidement ses conséquences sociales, que Menzel dépeint dans ce tableau. C'est la première image en Allemagne qui révèle les conséquences inhumaines et précaires de la politique industrielle de Bismarck. Dans sa peinture, Menzel montre impitoyablement le travail posté. Le terme cyclope moderne désignant les sidérurgistes est inventé par l'historien de l'art Friedrich Eggers en 1852 lorsqu'il recommande de nouveaux motifs de l'industrie et de la vie quotidienne pour les arts visuels dans un article du Deutsches Kunstblatt (de), bien que d'une manière idéalisante et non critique. Plus tard, le terme est également utilisé par Karl Marx dans son volume I du Capital . Menzel ne choisit pas l'industrie lourde de la région de la Ruhr pour sa peinture, mais le district de Haute-Silésie, où les conditions de travail sont plus dures que dans la Ruhr. De 1871 jusqu'à la crise bancaire de mai 1873, des soulèvements et des polémiques entre les ouvriers catholiques polonais et les ouvriers protestants allemands ont lieu. Menzel est conscient des bouleversements sociaux et dans son tableau, il dépeint le motif sous son côté explosif, l'être humain. Le peintre anticipe la monstruosité de l'âge attendu de la masse et de la machine, et montre comment le rythme des machines en fonctionnement rend les gens trépidants dans leurs mouvements. Le travailleur est ainsi devenu une partie dégradée de la machine.
Vingt-cinq ans plus tard, en 1900, dans le petit ouvrage de commande Besuch im Eisenwerk (Visite à l’usine sidérurgique), il formule plus clairement sa critique sociale en se concentrant sur la dialectique du maître et de l'esclave.

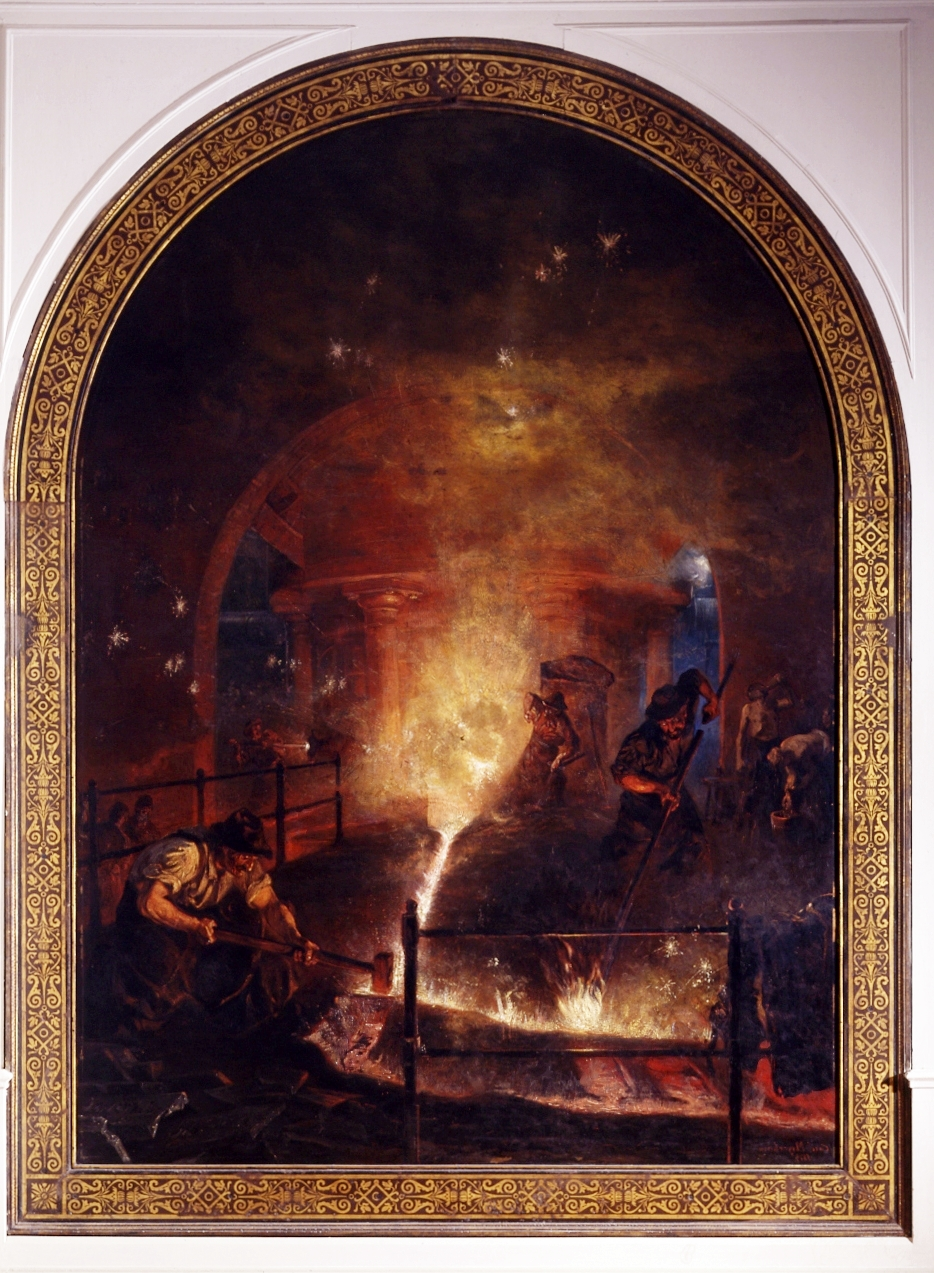
Meyerheim, Haut-fourneau (Die Lebensgeschichte einer Lokomotive).

Lorsque l'artiste visite l'Exposition universelle de 1855 à Paris, il réalise des dessins de forgerons travaillant sur une enclume ou un marmeau-pilon à vapeur. Menzel connait également le tableau Les Casseurs de pierres de Gustave Courbet de 1849 (Gemäldegalerie Alte Meister de Dresde, perte de guerre), qui le fortifie dans son intention. Les tableaux du peintre et lithographe Ignace-François Bonhommé constituent l’autre source d’inspiration de Menzel, il a pu les observer à Paris lors des Expositions universelles de 1855 et 1867. Le tableau Vue intérieure des forges d’Abbainville (Meuse) : train de laminoirs à tôles et fours à réchauffer, présenté lors de l’Exposition universelle de 1855, a certainement retenu son attention car sa composition et son traitement sont comparables à ceux de La Forge. Bonhommé est le premier à réaliser des tableaux industriels de grand format dans lesquels les ouvriers sont représentés en tant qu’individus. Avant cela, le védutisme consiste à imposer les seules machines, les personnages étant secondaires. Mais Menzel influence également lui-même d'autres artistes. On peut donc supposer que Paul Friedrich Meyerheim a représenté de manière réaliste, comme La Forge de Menzel, son cycle de peintures en six parties Die Lebensgeschichte einer Lokomotive (L'histoire de la vie d'une locomotive) pour la Villa Borsig, prévu à l'origine comme une allégorie. Le tableau de Menzel est plus proche de la réalité, tandis que Meyerheim transfigure la scène de genre et idéalise sa représentation.

## Études préliminaires
Il existe plus de 100 études préliminaires au crayon de La Forge au Kupferstichkabinett Berlin. Des études de mouvement montrent les différentes étapes de travail du traitement de l'acier dans le laminoir, ainsi que des vues d'ensemble du haut fourneau sous différentes lumières, des machines individuelles et des outils. Menzel crée également une gouache intitulée Selbstbildnis mit Arbeiter am Dampfhammer (Autoportrait avec un ouvrier au marteau à vapeur) (Musée des Beaux-Arts de Leipzig, no 1972/6), où Menzel esquisse l'homme au marteau-pilon dans le fond d'un atelier d'usinage. La Forge a finalement été créé en atelier à l'aide de modèles pour les différentes postures.
Parmi les études préliminaires exposées et publiées, figurent :
- Un ouvrier au milieu du tableau[9].
- Une feuille d'étude avec des études de mouvement pour les hommes au four (ouvriers au milieu du tableau)[10].
- Un dessin au fusain, étude préliminaire, vers 1875, inscrit et signé « Kön. Fonderie »[11].

L'éditeur Wilhelm Spemann écrit à propos de ce travail :

« Dans cette description de la forge de rails en fer de Königshütte en Haute-Silésie, le plus haut degré d'observation naturaliste est combiné avec la virtuosité de la présentation et un sens aigu de l'effet pictural. L'exactitude scientifique de la description ne peut être poussée plus loin, la vivacité de l'expression ne peut être augmentée. Il existe de nombreuses études dessinées que Menzel a réalisées pour cette image de cyclopes modernes, dans l'œuvre elle-même le dessin recule derrière la maîtrise avec laquelle les énormes difficultés de la peinture aérienne et lumineuse ont été surmontées. »

## Accueil
L'œuvre est mentionnée dans le roman de Peter Weiss L'Esthétique de la résistance. Le narrateur, à la première personne, examine le tableau en détail lors d'une visite à la Alte Nationalgalerie de Berlin et est fasciné par la représentation de Menzel. Ses pensées tournent alors autour de la « culture des ouvriers » et finalement il compose avec le tableau accroché dans la pièce à gauche, montrant le Départ du roi Guillaume Ier pour l’armée le 31 juillet 1870 (1871), et le tableau Le Bal du souper (1878) accroché à droite, un triptyque sur l'histoire allemande moderne. Il formule une critique intellectuelle : « La description de cet enchevêtrement incessant et moite ne disait rien d'autre que le fait que le travail était ici dur et incontesté. L'éloge du travail était un éloge de la soumission. Il était évident que la femme [note : devant à droite sur la photo] était chez elle dans un trou de cave [...]. [...] les hommes, aux visages ridés et aux yeux plissés par les braises, les poings serrés autour des outils, s'étaient détachés des savoirs sociaux, de la documentation et des organisations [...]. [J'ai vu] que la maîtrise de Menzel avait placé devant le public admiratif, l'ouvrier allemand de l'empire de Bismarck et de Guillaume, incontesté par le Manifeste Communiste, dans sa seule autorité d'être courageux et fidèle. » Selon Marie Ursula Riemann-Reyher, le tableau de Menzel a toujours été discuté de manière controversée, condamné ou héroïsé, mais « jamais de manière objective ».

## Expositions (sélection)
- 1876 : Exposition de l'Académie de Berlin, académie des arts de Berlin
- 1er mai au 10 novembre 1878 : Exposition Universelle, Paris
- 1879 : 3. Internationale Kunstausstellung Glaspalast, Munich
- 8 décembre 1885 à 1886 : Exposition à l'occasion du soixante-dixième anniversaire d'Adolph Menzel à l'Académie des Arts de Berlin
- 4 janvier au 10 mai 1896 : Exposition de Genossenschaft der bildenden Künstler Wiens, Künstlerhaus, Vienne (Autriche)
- 1952 : Kunstausstellung Eisen und Stahl (Exposition d'art du fer et de l'acier)
- 1958 : Schätze der Weltkultur von der Sowjetunion gerettet (Trésors de la culture mondiale sauvés de l'Union soviétique), Berlin (Est)
- Mars à mai 1976 : Moderne Cyklopen: 100 Jahre „Eisenwalzwerk“ von Adolph Menzel (Cyclopes modernes : 100 ans de "Eisenwalzwerk" par Adolph Menzel), Nationalgalerie, Berlin
- 13  mars au 23 mai 1985 : Weltschätze der Kunst – der Menschheit bewahrt (Trésors mondiaux de l'art - préservés pour l'humanité). Exposition à l'occasion du 40e Anniversaire de la victoire sur le fascisme hitlérien et de la libération du peuple allemand, Altes Museum, Berlin (Est)
- 7 février au 11 mai 1997 : Das Labyrinth der Wirklichkeit (Le Labyrinthe de la Réalité), Alten Nationalgalerie et salle des Estampes, Berlin
- 22 juin au 2 septembre 2007 : Blicke auf Europa. Europa und die deutsche Malerei des 19. Jahrhunderts (Regards sur l'Europe. L'Europe et la peinture allemande du XIXe siècle), Neue Pinakothek, Munich